# Ballon d'or 1966
Navigation
Édition précédente Édition suivante
Le Ballon d'or 1966 récompensant le meilleur footballeur européen évoluant en Europe est attribué à l'Anglais Bobby Charlton.
Il s'agit de la 11e édition de ce trophée mis en place par le magazine français France Football . Vingt-deux journalistes (un par nation) ont pris part au vote, avec un vote par nation.
Le titre est remporté par l'Anglais Bobby Charlton, succédant au Portugais Eusébio.
Il devient le deuxième joueur anglais à remporter le trophée après Stanley Matthews.

## Classement complet
| Rang | Nom                 | Pays                 | Club                  | Points | Pos 1 | Pos 2 | Pos 3 | Pos 4 | Pos 5 |
| ---- | ------------------- | -------------------- | --------------------- | ------ | ----- | ----- | ----- | ----- | ----- |
| 1    | Bobby Charlton      | Angleterre           | Manchester United     | 81     | 12    | 3     | 1     | 3     |       |
| 2    | Eusébio             | Portugal             | Benfica Lisbonne      | 80     | 5     | 10    | 5     |       |       |
| 3    | Franz Beckenbauer   | Allemagne de l'Ouest | Bayern Munich         | 59     |       | 5     | 10    | 2     | 5     |
| 4    | Bobby Moore         | Angleterre           | West Ham United       | 31     | 2     | 3     | 1     | 2     | 2     |
| 5    | Flórián Albert      | Hongrie              | Ferencváros TC        | 23     | 1     | 1     | 1     | 4     | 3     |
| 6    | Ferenc Bene         | Hongrie              | Újpest Dózsa          | 8      |       |       | 1     | 2     | 1     |
| 7    | Alan Ball           | Angleterre           | Blackpool / Everton   | 6      | 1     |       |       |       | 1     |
| 7    | Lev Yachine         | Union soviétique     | Dynamo Moscou         | 6      |       |       | 2     |       |       |
| 7    | János Farkas        | Hongrie              | Vasas Budapest        | 6      |       |       |       | 2     | 2     |
| 10   | José Torres         | Portugal             | Benfica Lisbonne      | 5      | 1     |       |       |       |       |
| 11   | Mario Corso         | Italie               | Inter Milan           | 4      |       |       |       | 2     |       |
| 11   | Valeri Voronine     | Union soviétique     | Torpedo Moscou        | 4      |       |       |       | 1     | 2     |
| 13   | Mário Coluna        | Portugal             | Benfica Lisbonne      | 3      |       |       | 1     |       |       |
| 14   | Gueorgi Asparoukhov | Bulgarie             | Levski Sofia          | 2      |       |       |       | 1     |       |
| 14   | Gordon Banks        | Angleterre           | Leicester City        | 2      |       |       |       | 1     |       |
| 14   | Geoffrey Hurst      | Angleterre           | West Ham United       | 2      |       |       |       | 1     |       |
| 14   | Sandro Mazzola      | Italie               | Inter Milan           | 2      |       |       |       | 1     |       |
| 18   | Igor Tchislenko     | Union soviétique     | Dynamo Moscou         | 1      |       |       |       |       | 1     |
| 18   | Tony Dunne          | Irlande              | Manchester United     | 1      |       |       |       |       | 1     |
| 18   | Helmut Haller       | Allemagne de l'Ouest | Bologne Football Club | 1      |       |       |       |       | 1     |
| 18   | Denis Law           | Écosse               | Manchester United     | 1      |       |       |       |       | 1     |
| 18   | Willi Schulz        | Allemagne de l'Ouest | Hambourg SV           | 1      |       |       |       |       | 1     |
| 18   | Paul Van Himst      | Belgique             | RSC Anderlecht        | 1      |       |       |       |       | 1     |